# غارم (فقه)
الغارم في اللغة: من عليه دين، وفي الحديث: لا تحل المسألة إلا لذي غرم مفظع أي ذي حاجة لازمة من غرامة مثقلة. وفي الزكاة أحد الأصناف الثمانية، في مصارف الزكاة وهو: من عليه دين عجز عن الوفاء به، إما أن يكون استدانه لمباح وعجز عن قضائه، أو تحمل حمالة، لإصلاح بين الناس، أو كان ضامنا، وعجز عن دفع مالزمه، فيعطى من مال الزكاة، ما يفي بما عليه لغرمائه.

## تعريف الغارم
الغارم في اللغة: من عليه دين،
وفي الحديث: «أعوذ بك من المأثم والمغرم» قال ابن منظور: وهو مصدر وضع موضع الاسم، ويريد به مغرم الذنوب والمعاصي، وقيل: المغرم كالغرم وهو الدين، ويريد به ما استدين فيما يكرهه الله أو فيما يجوز ثم عجز عن أدائه، فأما دين احتاج إليه وهو قادر على أدائه فلا يستعاذ منه. وقوله عز وجل: ﴿والغارمين وفي سبيل الله﴾ قال الزجاج: الغارمون هم الذين لزمهم الدين في الحمالة، وقيل: هم الذين لزمهم الدين في غير معصية.
والغرامة: ما يلزم أداؤه، وكذلك المغرم والغرم، وقد غرم الرجل الدية، وأنشد ابن بري في الغرامة للشاعر:
والغريم: الذي له الدين والذي عليه الدين جميعا، والجمع غرماء قال كثير:
.
وفي الحديث: الدين مقضي والزعيم غارم لأنه لازم لما زعم أي كفل أو الكفيل لازم لأداء ما كفله مغرمه
وفي حديث آخر: الزعيم غارم الزعيم الكفيل والغارم الذي يلتزم ما ضمنه وتكفل به.
وفي حديث جابر: فاشتد عليه بعض غرامه في التقاضي قال ابن الأثير: جمع غريم كالغرماء وهم أصحاب الدين، قال: وهو جمع غريب، وقد تكرر ذلك في الحديث مفردا ومجموعا وتصريفا.
والغرام: اللازم من العذاب والشر الدائم والبلاء والحب والعشق وما لا يستطاع أن يتفصى منه
وقال الزجاج: هو أشد العذاب في اللغة قال الله عز وجل: ﴿إن عذابها كان غراما﴾.

## الأحكام الفقهية
والغارمون «صنف دانوا في مصلحتهم أو معروف وغير معصية، ثم عجزوا عن أداء ذلك في العرض والنقد فيعطون في غرمهم لعجزهم، فإن كانت لهم عروض يقضون منها ديونهم فهم أغنياء لا يعطون حتى يبرءوا من الدين، ثم لا يبقى لهم ما يكونون به أغنياء،
وصنف دانوا في صلاح ذات بين ومعروف ولهم عروض تحمل حمالاتهم أو عامتها وإن بيعت أضر ذلك بهم وإن لم يفتقروا فيعطى هؤلاء وتوفر عروضهم كما يعطى أهل الحاجة من الغارمين حتى يقضوا سهمهم».
«هو من ادان في غير سفه ولا فساد، ولا يجد وفاء أو معهم أموال لا تفي ديونهم، فيعطون من الزكاة قضاء ديونهم.
وفي الدفع لمن ادان في سفه ثم نزع عنه خلاف، وفي دينه لله تعالى كالكفارات والزكوات التي فرط فيها خلاف».
«قال أبو الوليد: ويجب أن يكون الغارم بحيث ينجبر حاله بأخذ الزكاة ويفسد بتركها بأن تكون له أصول يستغلها فيلجئه الدين إلى بيعها فيفسد حاله فيؤدي ذلك من الزكاة، وأما إن كان يتدين أموال الناس ليكون غارما فلا؛ لأن الدفع يديمه على عادته الردية، والمنع يردعه، 
قال سند: من تداين لفساد ثم حسنت حاله دفعت إليه، وقال ابن المواز: لا يقضى منها دين الميت خلافا لابن حبيب».
«قال أبو الطاهر في نظائره: وشروط الغارم أربعة:
- أن لا يكون عنده ما يقضي بها دينه
- وأن يكون الدين لآدمي
- وأن يكون مما يحسن فيه
- وأن لا يكون استدانه في فساد».[3]

### أقسام الغارمين
- من تحمل حمالة
- ضمن دينا فلزمه، فأجحف بماله
- غرم في أداء دينه أو في معصية ثم تاب

## الدفع للغارمين
«عن قبيصة بن مخارق الهلالي قال: تحملت حمالة، فأتيت رسول الله ﷺ أسأله فيها، فقال: أقم حتى تأتينا الصدقة، فنأمر لك بها، قال: ثم قال: يا قبيصة، إن المسألة لا تحل إلا لأحد ثلاثة: رجل تحمل حمالة فحلت له المسألة حتى يصيبها، ثم يمسك، ورجل أصابته جائحة اجتاحت ماله، فحلت له المسألة حتى يصيب قواما من عيش أو قال: سدادا من عيش، ورجل أصابته فاقة حتى يقوم ثلاثة من ذوي الحجا من قومه، فيقولون: لقد أصابت فلانا فاقة فحلت له المسألة، حتى يصيب قواما من عيش -أو قال: سدادا من عيش- فما سواهن من المسألة سحت، يأكلها صاحبها سحتا». رواه مسلم
«عن أبي سعيد قال: أصيب رجل في عهد رسول الله ﷺ في ثمار ابتاعها، فكثر دينه، فقال النبي ﷺ تصدقوا عليه، فتصدق الناس فلم يبلغ ذلك وفاء دينه، فقال النبي ﷺ لغرمائه: خذوا ما وجدتم، وليس لكم إلا ذلك».
«وقال الإمام أحمد حدثنا عبد الصمد، أنبأنا صدقة بن موسى عن أبي عمران الجوني، عن قيس بن زيد عن قاضي المصرين عن عبد الرحمن بن أبي بكر قال: قال رسول الله صلى الله عليه وسلم يدعو الله بصاحب الدين يوم القيامة حتى يوقف بين يديه، فيقول: يا ابن آدم، فيم أخذت هذا الدين؟ وفيم ضيعت حقوق الناس؟ فيقول: يا رب، إنك تعلم أني أخذته فلم آكل ولم أشرب ولم أضيع، ولكن أتى على يدي إما حرق وإما سرق وإما وضيعة، فيقول الله: صدق عبدي، أنا أحق من قضى عنك اليوم، فيدعو الله بشيء فيضعه في كفة ميزانه، فترجح حسناته على سيئاته، فيدخل الجنة بفضل الله ورحمته».